# Kong: Skull Island
Kong: Skull Island ist ein Fantasy-Abenteuerfilm des Regisseurs Jordan Vogt-Roberts aus dem Jahr 2017, der die fiktive Figur des King Kong aufgreift. Er lief am 9. März 2017 in den deutschen und einen Tag später in den US-amerikanischen Kinos an. Der Film gehört zum sogenannten MonsterVerse.

## Handlung
1944: Der Zweite Weltkrieg tobt im Pazifik. In einem Luftkampf zwischen dem US-Amerikaner Hank Marlow und dem Japaner Gunpei Ikari werden deren Flugzeuge so stark beschädigt, dass sie abstürzen. Beide Piloten landen mit ihren Fallschirmen auf einer Insel, wo es zu einem Kampf Mann gegen Mann kommt. Ikari gewinnt und ist kurz davor, Marlow zu töten, als ein riesiger Affe auftaucht und den Kampf unterbricht.
1973: Bill Randa, Leiter der Regierungsorganisation Monarch, will mit seinem Team auf der unberührten und mysteriösen Insel Skull Island nach urzeitlichen Lebewesen suchen. Er besorgt die notwendigen Gelder und heuert neben einer Militärtruppe, die gerade aus dem Vietnamkrieg heimkehren will, den Fährtenleser und Kriegsveteran James Conrad sowie die Kriegsfotografin Mason Weaver an. Das Kommando hat Lieutenant Colonel Packard. Zur ständig sturmumtosten Insel startet die Gruppe mit 13 Helikoptern von einem Schiff. Da eine Kommunikation mit dem Mutterschiff von der Insel aus nicht möglich ist, wird ein späteres Treffen mit einem Unterstützungsteam am Nordende der Insel vereinbart.
Nachdem die Helikopter den Sturm durchflogen haben, werden von Monarch Bomben fallen gelassen, um durch seismologische Auswertungen die geologische Struktur zu erforschen. Einer der Forscher entdeckt mit aufgestellten Messgeräten, dass sich unter der Insel ein gewaltiger Hohlraum in der Erdkruste befindet, in dem urzeitliche Wesen überlebt haben könnten. Plötzlich werden die beiden vorausfliegenden, bombenwerfenden Helikopter von einem riesigen Affen zu Boden gebracht. Der Beschuss mit Bordwaffen kann den Riesenaffen nicht ernsthaft verletzen, dieser bringt auch alle restlichen Helikopter zum Absturz. Die Überlebenden werden im weiten Umkreis im Dschungel zerstreut. Zwei Gruppen bilden sich: Weaver, Conrad, die Forscher sowie einer der Soldaten zum einen, zum anderen die weiteren Soldaten und Randa einige Kilometer entfernt. Letztere machen sich unter der Leitung Packards auf die Suche nach dem überlebenden Soldaten Chapman und den Waffen im Transporthubschrauber, um damit den Affen zu töten.
Die andere Gruppe trifft unterdessen auf Eingeborene. Unter ihnen lebt auch der 1944 abgestürzte Pilot Marlow. Er erzählt ihnen vom Riesenaffen Kong als dem Beschützer der Insel und den friedfertigen Riesenkreaturen. Doch es gibt daneben bösartige, unter der Erde lebende Riesenechsen (von ihm spontan „Schädelkriecher“ getauft). Mit den „kleinen“, jetzt teilweise durch die Bomben nach oben gekommenen dieser Echsen würde Kong fertigwerden, doch der „Große“ habe alle anderen Riesenaffen getötet. Sollte auch Kong sterben, würden die Schädelkriecher die Herrschaft über die Insel gewinnen. Als Weaver wenig später versucht, einem unter einem der Helikopter eingeklemmten Riesenwasserbüffel zu helfen, wird sie von Kong beobachtet, der den Hubschrauber entfernt und Weaver nicht mehr als Feind ansieht.
Das Treffen mit dem Unterstützungsteam ist die letzte Chance, von der Insel zu kommen. Da die Zeit drängt, bietet Marlow Hilfe an: Nach dem Absturz hatten er und Ikari vor dessen Tod aus alten Flugzeugteilen ein Boot gebaut. Es gelingt der Gruppe, das Boot fahrbereit zu machen und mit Marlow nordwärts zu starten. Unterwegs auf dem Fluss treffen sie auf die übrigen Soldaten und folgen Packard auf der Suche nach den Waffen. Ein Schädelkriecher, der Chapman getötet hat, greift sie an und frisst Randa. Die Gruppen trennen sich wieder. Doch Conrad will nicht zulassen, dass Packard mit seinen Untergebenen Kong tötet. Der Riesenaffe wird in einem See, der mit Napalm bedeckt wurde, in Brand gesteckt und fällt bewusstlos ans Ufer. Conrad, Marlow und Weaver verhindern, dass an Kong Sprengladungen detonieren; Packard wird danach von Kong zerquetscht. Der große Schädelkriecher erscheint, schlägt Kong erneut bewusstlos und verfolgt die Gruppe, der sich Packards verbliebene Soldaten angeschlossen haben. 
Am nächsten Morgen erreichen die Überlebenden einen See, an dem der „Große“ wieder auftaucht. Ein Soldat opfert sich für die Gruppe, schafft es jedoch nicht, das Monster zu töten. Mit den Waffen auf Marlows Boot unterstützen die Verbliebenen Kong, der es verfolgt hat. Während des Kampfes der Giganten wird Weaver von einem Felsen ins Wasser gestoßen. Kong rettet sie mit einer Hand. Die angreifende Echse verschlingt Kongs Faust mit Weaver, dieser reißt jedoch mit einem tödlichen Ruck deren Zunge samt Eingeweiden heraus. Die Überlebenden erreichen den Treffpunkt rechtzeitig zum Eintreffen der Helikopter des Unterstützungsteams. Marlow kehrt nach 29 Jahren zu seiner Frau zurück und sieht zum ersten Mal seinen nun erwachsenen Sohn.
In einer Post-Credit-Szene werden Conrad und Weaver von Monarch festgehalten und von den Überlebenden der Skull-Island-Expedition, Brooks und San, verhört. Conrad und Weaver werden darüber informiert, dass Kong nicht das einzige Monster ist, das auf der Welt existiert. Auf Archivaufnahmen, die ihnen gezeigt werden, sind Höhlenmalereien zu sehen, die die Monster Godzilla, Rodan, Mothra und King Ghidorah darstellen. Als der Bildschirm verblasst, ist Godzillas Brüllen zu hören.

## Produktion

### Stab
Die Regie übernahm Jordan Vogt-Roberts, das Drehbuch zum Film wurde von Max Borenstein und Derek Connolly geschrieben. Kong: Skull Island ist kein direktes Prequel zu Peter Jacksons King Kong, sondern vielmehr Prequel und Sequel zu dem Mythos um den Riesenaffen insgesamt. Vogt-Roberts ließ sich nach eigenen Aussagen bei Kong: Skull Island von Filmen von Hayao Miyazaki inspirieren, der als Regisseur von japanischen Zeichentrickfilmen berühmt wurde, insbesondere von Prinzessin Mononoke. Diese hätten einen starken Einfluss auf das Design und das Verhalten der Monster in Kong: Skull Island gehabt, so Vogt-Roberts. Der Regisseur sagte: „Wenn Kong der Gott der Insel ist, wollten wir die anderen Kreaturen als Götter ihrer eigenen Domäne darstellen. Miyazakis Werk, besonders Prinzessin Mononoke, war eine große Referenz für die Art, die Kreaturen mit eigenem Geist zu erschaffen. [...] Es war wichtig, die Kreaturen so zu entwerfen, dass sie sich realistisch anfühlen, als ob sie in diesem Ökosystem wirklich existieren könnten.“

### Besetzung und Synchronisation
Brie Larson übernimmt im Film die Rolle von Weaver, Tom Hiddleston spielt Captain James Conrad und Samuel L. Jackson Lieutenant Colonel Packard. Toby Kebbell ist in der Rolle von Major Chapman zu sehen und Tian Jing spielt San. John Goodman übernahm die Rolle von Bill Randa, Jason Mitchell die von Glenn Mill, Corey Hawkins spielt Houston Brooks, und Terry Notary spielt Kong.
Die deutsche Synchronisation übernahm die Synchronfirma FFS Film- & Fernseh-Synchron in Berlin/München nach einem Buch und unter der Regie von Jan Odle.

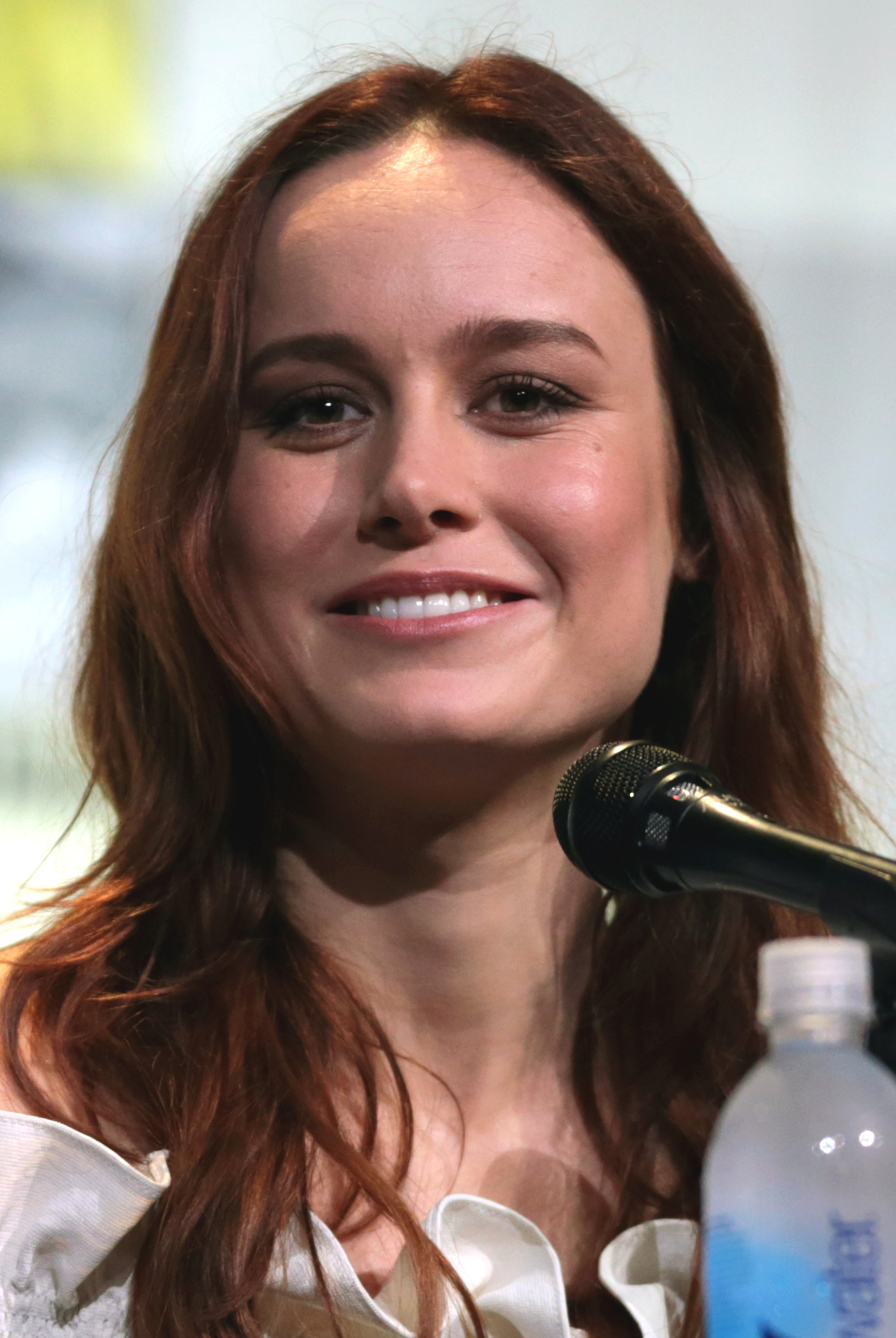
Brie Larson spielt Mason Weaver
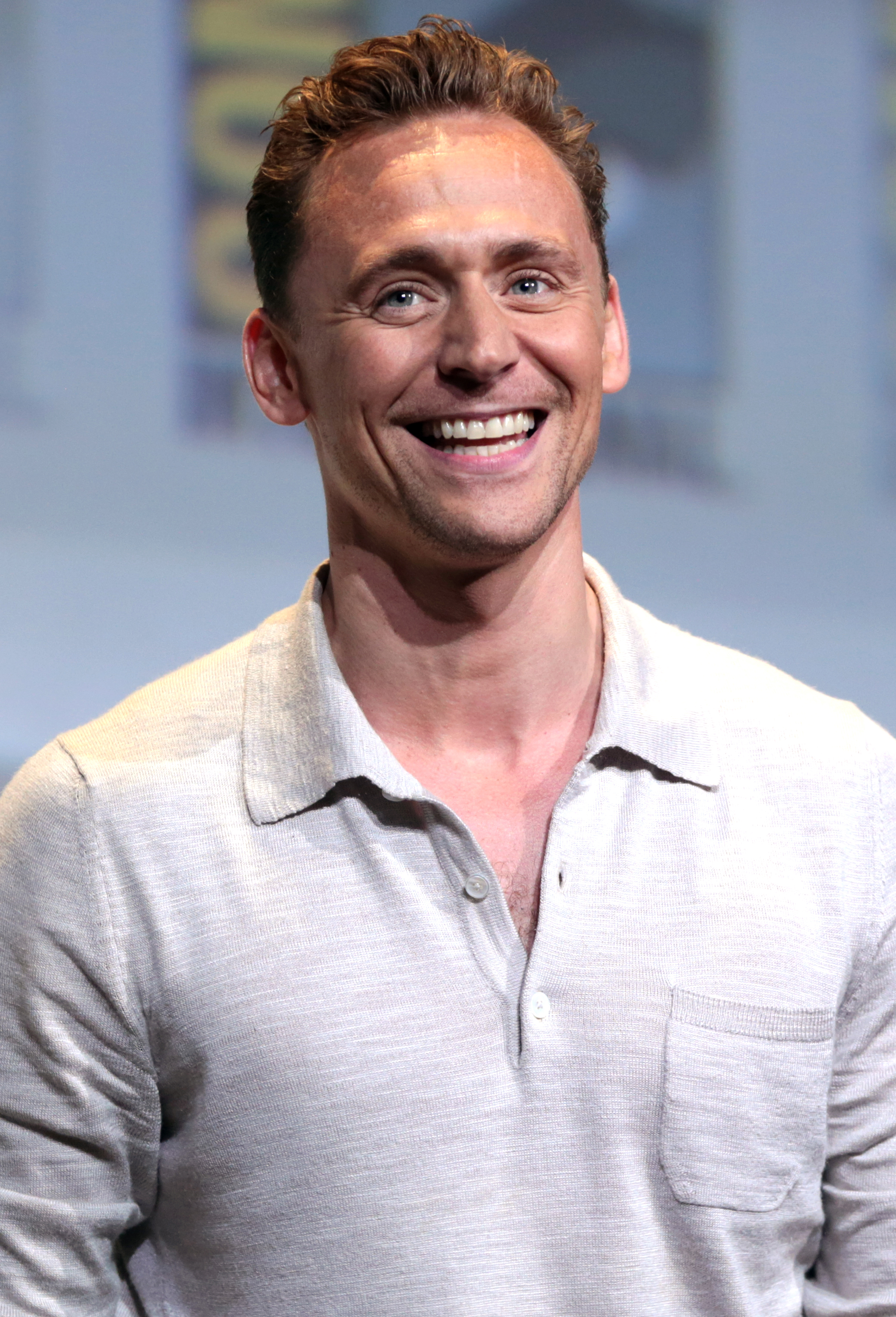
Tom Hiddleston spielt Captain James Conrad
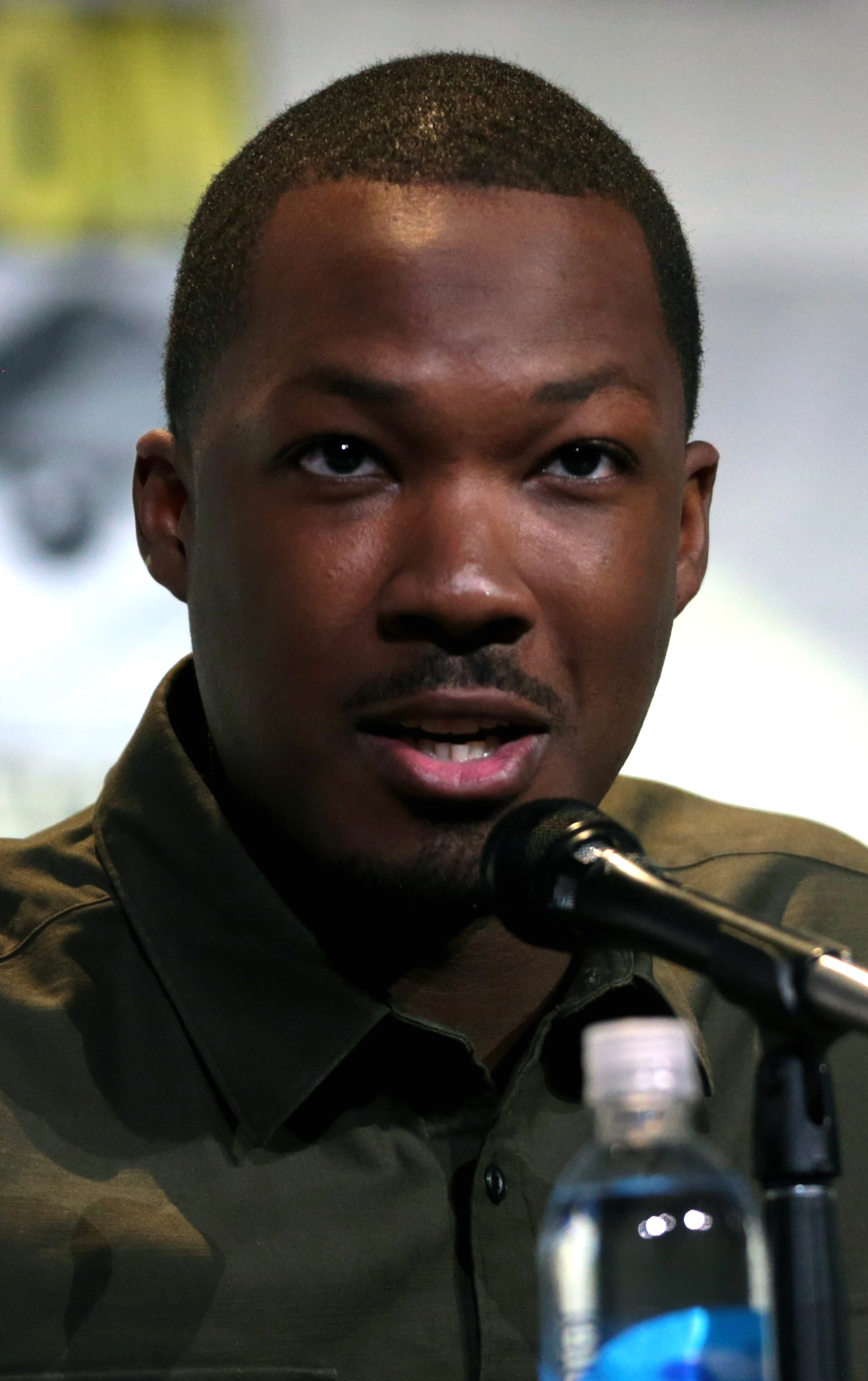
Corey Hawkins spielt Houston Brooks
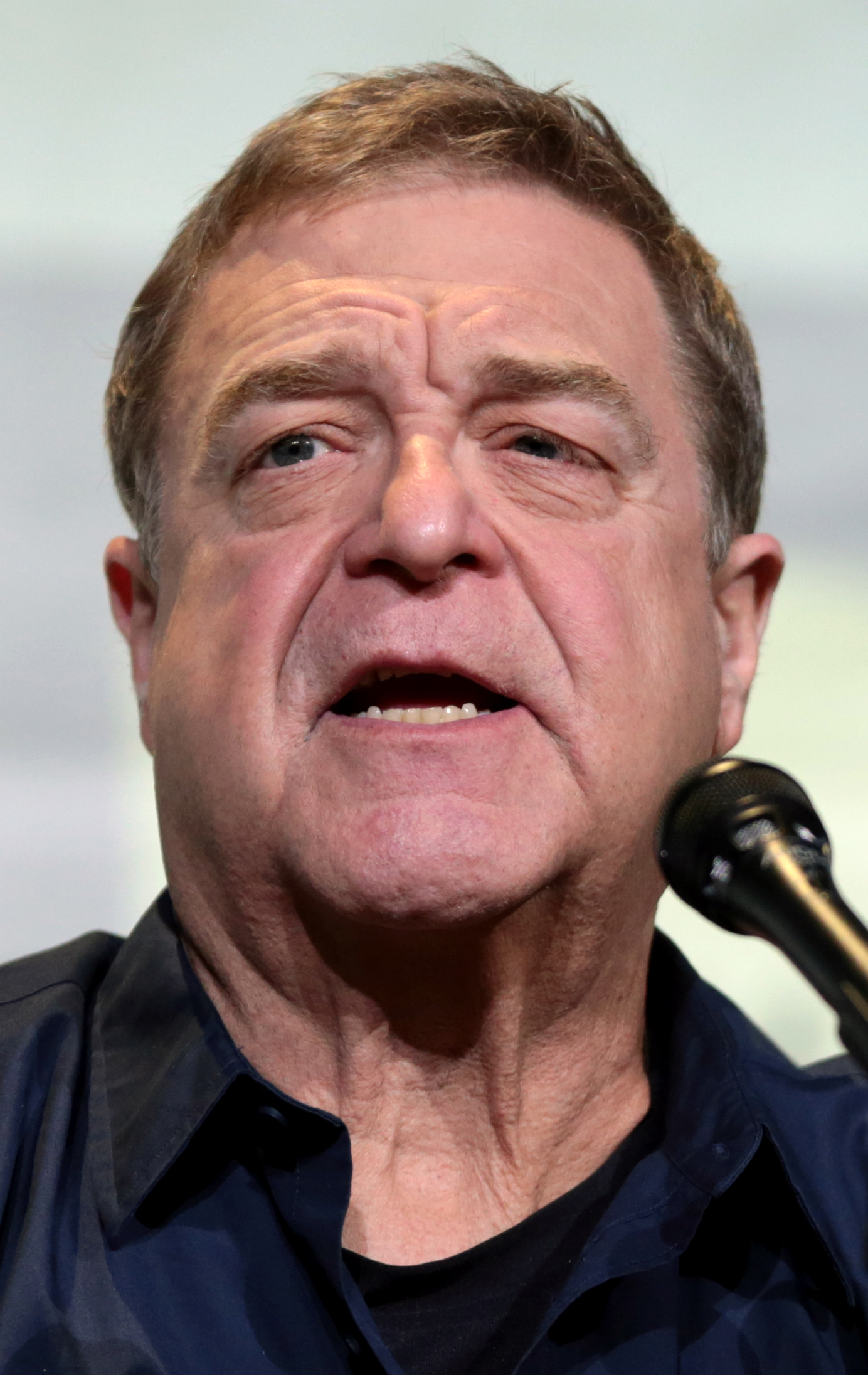
John Goodman spielt Bill Randa
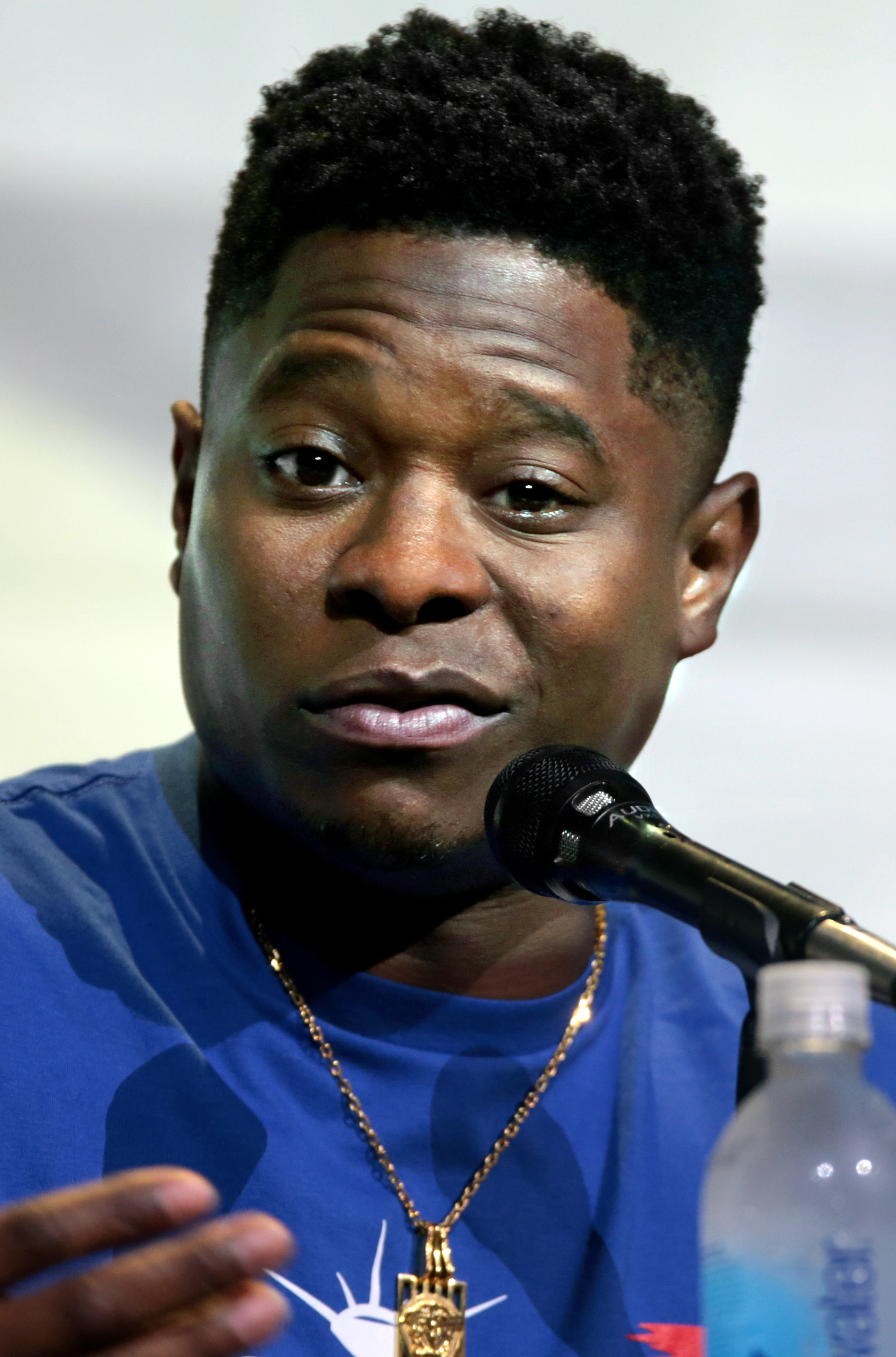
Jason Mitchell spielt Glenn Mill
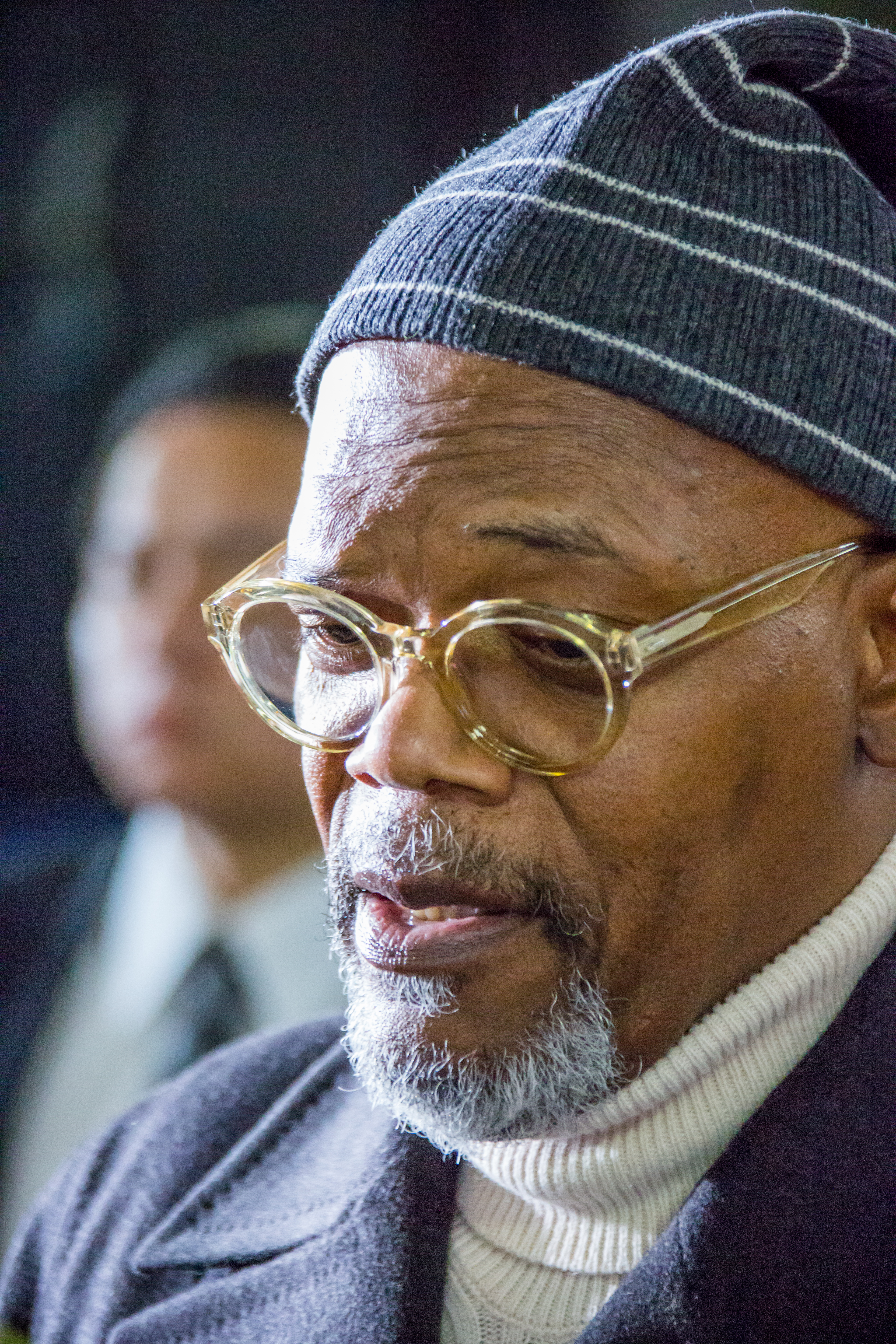
Samuel L. Jackson spielt Colonel Packard
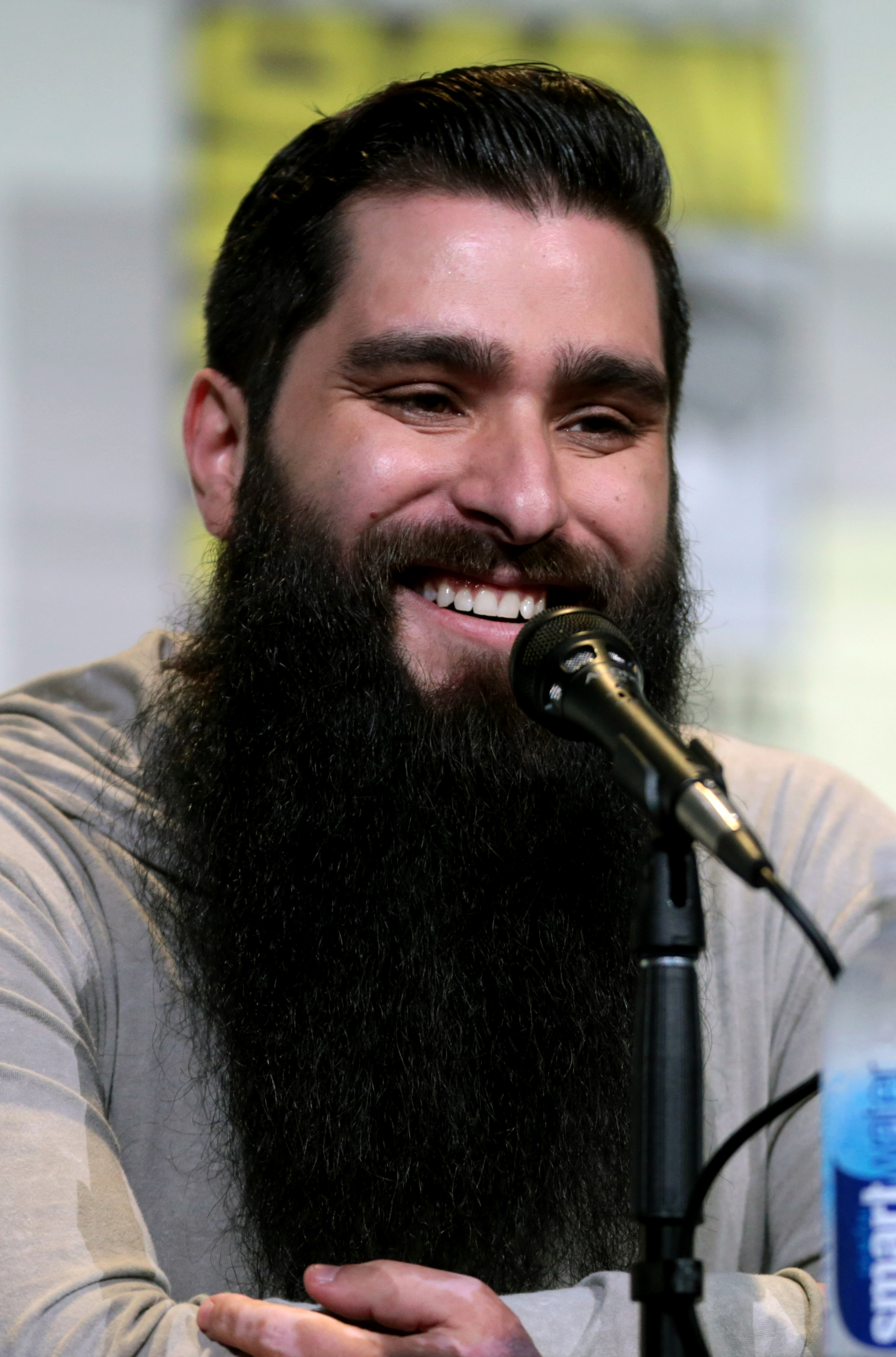
Regisseur Jordan Vogt-Roberts

| Rolle                   | Darsteller        | Synchronsprecher         |
| ----------------------- | ----------------- | ------------------------ |
| Capt. James Conrad      | Tom Hiddleston    | Peter Lontzek            |
| Mason Weaver            | Brie Larson       | Laura Maire              |
| Lt.Col. Preston Packard | Samuel L. Jackson | Engelbert von Nordhausen |
| Bill Randa              | John Goodman      | Kaspar Eichel            |
| Hank Marlow             | John C. Reilly    | Detlef Bierstedt         |
| Capt. Earl Cole         | Shea Whigham      | Alexander Brem           |
| Houston Brooks          | Corey Hawkins     | Nils Dienemann           |
| San                     | Tian Jing         | Marcia von Rebay         |
| Major Chapman           | Toby Kebbell      | Jakob Riedl              |
| Victor Nieves           | John Ortiz        | Philipp Moog             |
| Glenn Mills             | Jason Mitchell    | Tobias Kern              |
| Slivko                  | Thomas Mann       | Maximilian Belle         |
| Senator Willis          | Richard Jenkins   | Andreas Borcherding      |

### Dreharbeiten und Spezialeffekte
Die Dreharbeiten begannen am 19. Oktober 2015 und wurden am 18. März 2016 abgeschlossen. Teile des Films wurden in den Landschaftsgebieten Tràng An, Vân Long, Tam Cốc in der Provinz Ninh Bình, in der Halong-Bucht in der Provinz Quảng Ninh und im Nationalpark Phong Nha-Kẻ Bàng in der Provinz Quảng Bình in Vietnam gedreht. Weitere Aufnahmen erfolgten in der Chinatown von Honolulu, auf der Kualoa Ranch an der Ostküste von Hawaii, die als Set für einen Knochenfriedhof auf Skull Island diente, und auf der ebenfalls zu Hawaii gehörenden Insel Oʻahu, wo man im Waikāne Valley drehte. Zudem entstanden Aufnahmen an der australischen Gold Coast, wo man ab Mitte Januar 2016 drehte.

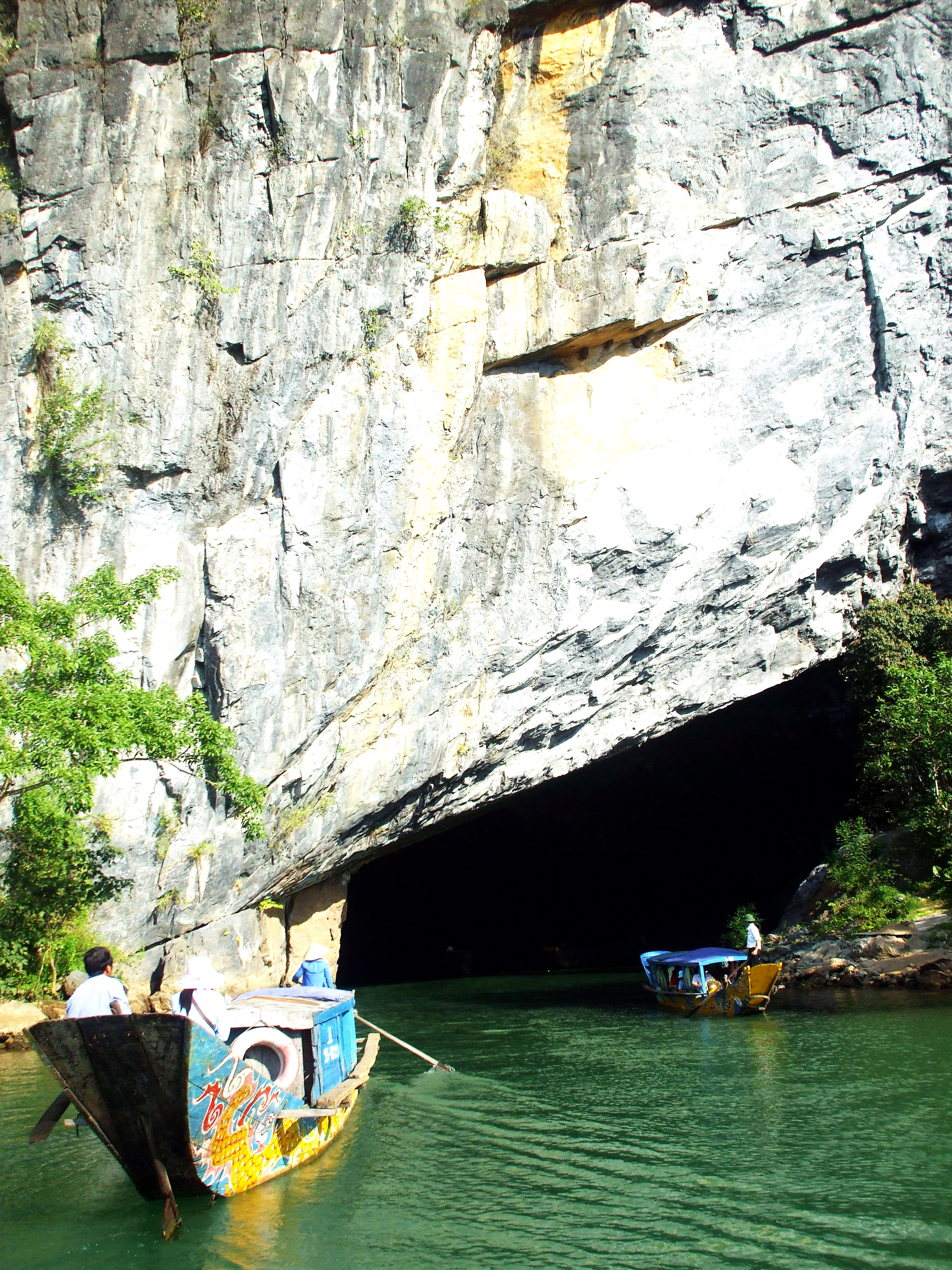
Der Eingang zu einer der vielen Höhlen im Nationalpark Phong Nha-Kẻ Bàng

Der Nationalpark Phong Nha-Kẻ Bàng und die Gegend um die Stadt Phong Nha, die für die Dauer der Dreharbeiten weiträumig abgesperrt wurde, weisen viele Gemeinsamkeiten mit der fiktiven Skull Island auf und gelten aufgrund der komplexen geographischen Struktur, der verschiedene Arten von Felsen wie Sandstein, Quarz, Schisma und Kieselsäure-Kalkstein, als ein riesiges geologisches Museum, das die Geschichte der geologischen Entwicklung der letzten 400 Millionen Jahren seit dem Paläozoikum zeigt, aber auch Veränderungen in der Topographie und der Geomorphologie erklärt. Eine Besonderheit in der ältesten Karstregion in Asien, die in Folge von tektonischen Prozessen zahlreiche und bemerkenswerte geomorphologische Eigenschaften zeigt, ist zudem das unterirdische System von Flüssen und etwa 300 Höhlen, das sich im Kalkstein der Berge entwickelt hat. In dem Grottensystem findet sich laut der British Cave Association (BCRA) das längste unterirdische Flusssystem der Erde. Zudem wurden im Nationalpark Phong Nha-Kẻ Bàng, der sich rund 450 Kilometer südöstlich von Hanoi, 45 Kilometer nordwestlich von Dong Hoi und 300 Kilometer nordwestlich von Da Nang befindet, verschiedene Säugetierarten gefunden, die in der Welt einmalig sind. In der schwer zugänglichen Region leben Tiere und Pflanzen, die es sonst nirgendwo mehr gibt, so auch 150 Arten an Amphibien und Reptilien, die dort bislang nachgewiesen wurden und zudem 112 dort lebende Säugetierarten, darunter mindestens neun Affenarten wie Makaken, Languren und Gibbons. Regelmäßig wurden in dem Nationalpark neue Tierarten wie der Riesenmuntjak entdeckt. Zudem gilt der Nationalpark mit mehr als 1320 beschriebenen Pflanzenarten als ein floristisches Zentrum hoher biologischer Vielfalt. Der Nationalpark, der das Kernstück des letzten geschlossenen Waldgebiets in Zentralvietnam bildet, wurde daher 2003 durch die UNESCO in die Liste der Weltnaturerbestätten Vietnams aufgenommen.
Der Regisseur Jordan Vogt-Roberts, der im Vorfeld der Premiere seines Films zum Fremdenverkehrs-Botschafter Vietnams ernannt wurde, sagte im Rahmen der Verleihungszeremonie in Hanoi: „Ich will dabei helfen, den Rest der Welt davon zu überzeugen, dass Vietnam einer der speziellsten, schönsten, wunderbarsten Plätze auf diesem Planeten ist.“ Die Produktionskosten des Films, die zu einem großen Teil durch die Dreharbeiten in Vietnam entstanden waren, beliefen sich auf rund 190 Millionen US-Dollar. Die Provinz Ninh Bình erließ der Filmcrew die Gebühren für die Nutzung des Landes. Im Gegenzug ließ man die Filmkulissen zurück, die teilweise erhalten und ab 15. April 2017 als Sehenswürdigkeit für Touristen verwendet werden sollen.
Für die zahlreichen und aufwändigen Spezialeffekte wurden gleich mehrere Firmen beauftragt, darunter federführend Industrial Light & Magic (ILM). Einer der Altmeister der Tricktechnik, John Dykstra, war für den Film als Visual Effects Supervisor tätig. Er hatte bereits 1977 beim ersten Star-Wars-Film mit ILM zusammengearbeitet und für die damalige Zeit bahnbrechende Spezialeffekte geschaffen.

### Filmmusik
Die Filmmusik komponierte Henry Jackman. James Southall beschreibt, diese sei ein wenig von dem Setting in den 1970er Jahren inspiriert. Das wiederkehrende Erkennungslied des Titelmonsters Kong, das Southall an Filmmusik von Bernard Herrmann erinnert, erfülle seinen Zweck, und es gebe darin einige Momente von echter Qualität. Insgesamt betrachtet sei die Filmmusik etwas zu brummend und lasse trotz eines vielversprechenden Anfangs im Laufe des Films leider keine Steigerung erkennen. Zwei Ausnahmen stellen für Southall unter anderem das Stück The Island dar, das nach richtiger Filmmusik klinge, allerdings nur rund eine Minute dauere, und auch das Stück Grey Fox. In dem Stück Ambushed, das kraftvoll Action zum Ausdruck bringe und in dieser Hinsicht das beste der Filmmusik und neben The Battle of Skull Island der zweite große Action-Höhepunkt sei, beweise das Orchester, dass es viel geprobt hat und das thematische Material gut verstanden wurde. Auch die Trommelklänge im Stück Man vs Beast seien eine nette Geste, so der Musikkritiker. Enttäuschend ist für Southall vor allem, dass es sich insgesamt betrachtet um Musik von irgendeinem Komponisten für irgendeinen Film handeln könnte.
Der Musikkritiker Aaron Cooper sagt, es wirke seltsam, einen King-Kong-Film zu sehen, der sich klassischer Rock-Songs bedient, wenn sich jedoch ein Heer von Soldaten mit dem über 60 Meter großen Gorilla anlege und dieser dabei Hubschrauber zerstöre, passe das von Black Sabbath stammende Lied Paranoid perfekt zu dieser Szene.
Der Kong: Skull Island Original Motion Picture Soundtrack umfasst 24 Tracks und hat eine Laufzeit von 56:42 min. Zudem werden im Film eine Reihe weiterer Lieder gespielt, die allerdings nicht auf dem Soundtrack enthalten sind, so Paranoid von Black Sabbath und We’ll Meet Again von Vera Lynn, das am Ende des Films zu hören ist. Der Soundtrack zum Film wurde am 3. März 2017 veröffentlicht. Der Track The Island wurde bereits vorab veröffentlicht.

### Marketing und Veröffentlichung
Im Juli 2016 stellten Regisseur Jordan Vogt-Roberts und einige der Schauspieler im Rahmen eines Panels die Geschichte des Films auf der San Diego Comic-Con International vor. Dort wurde am 23. Juli 2016 ein erster Trailer zum Film vorgestellt. Dieser zeigt unter anderem einen abstürzenden Helikopter und Samuel L. Jackson in der Rolle von Lieutenant Colonel Packard, der John Goodman in der Rolle von Bill Randa mit vorgehaltener Waffe zwingt, ihm alles zu erzählen, was er weiß. Randa erklärt ihm, dass es Monster wirklich gibt und dass vorzeitliche Spezies die Erde lange vor den Menschen beherrschten, wie er viele Jahre lang zu beweisen versuchte. Schließlich ist für wenige Sekunden ein Riesenaffe zu sehen, der sich erhebt.
Im Oktober 2016 wurde online eine Karte von Skull Island veröffentlicht, die in eine Überwachungssatellitensimulation integriert ist. Auf dieser sind Notizen von Monarch zu lesen, die unter anderem auf einen Unterwasserdinosaurier hinweisen. Im Februar 2017 veröffentlichten Legendary Pictures und Warner Bros. drei weitere Filmausschnitte zu Kong: Skull Island, die eine Länge von jeweils knapp einer Minute haben. Anlässlich des Kinostarts des Films hatte Google Maps die fiktive Skull Island in seiner Kartendarstellung verzeichnet.
Der Film feierte am 28. Februar 2017 in Anwesenheit des Regisseurs Jordan Vogt-Roberts und der Schauspieler Tom Hiddleston, Brie Larson, Samuel L. Jackson und John C. Reilly in London seine Weltpremiere. Am 9. März 2017 lief der Film in den deutschen Kinos an und kam einen Tag später in die US-amerikanischen Kinos.
Begleitend zum Film wurde im März 2017 von Titan Books eine von Tim Lebbon geschriebene Roman-Adaption mit dem Titel Kong: Skull Island – The Official Movie Novelization veröffentlicht.

## Rezeption

### Altersfreigabe
In Deutschland ist der Film FSK 12. In der Freigabebegründung heißt es: „Der Film enthält eine Vielzahl an Spannungs- und Actionszenen. Dabei werden teilweise auch Menschen von den Riesentieren (z. B. Riesenspinnen und Riesenechsen) getötet und es gibt immer wieder auch gruselige Momente. Gewalt wird jedoch nicht übermäßig ausgespielt.“

### Kritiken
Die Rezensionssammlung Rotten Tomatoes listet 391 Kritiken, von denen 75 Prozent positiv ausfallen, und fasst zusammen: „Kong: Skull Island ist eine berauschende Augenweide, bietet solides Schauspiel und einen rasanten Plot, womit der Film sich einen Platz in der Geschichte dieses Filmmonsters verdient, jedoch ohne jemals dem Original gewachsen zu sein.“ (englisches Original: „Offering exhilarating eye candy, solid acting, and a fast-paced story, Kong: Skull Island earns its spot in the movie monster's mythos without ever matching up to the classic original.“)
Owen Gleiberman von Variety sagt, die Überraschung sei nicht nur, dass der Film zehnmal besser als Jurassic World ist, sondern ein aufregendes und elegant gearbeitetes Urzeit-Kreaturen-Spektakel.
Peter Zander von der Berliner Morgenpost fragt sich in seiner Kritik, was Stars wie Tom Hiddleston, Brie Larson und John Goodman bewogen hat, bei dem Film mitzumachen, da für sie mehr als Erschrecken oder Weglaufen nicht vorgesehen ist und der Affe den einzigen Showwert besitze, der noch besser computeranimiert sei als der Kong bei Peter Jackson.

### Einspielergebnis
Der Film erreichte nach seinem Start in vielen Ländern Platz 1 der jeweiligen Kinocharts, darunter in Deutschland, China, den USA und in Frankreich. An seinem Startwochenende konnte der Film in Deutschland 294.380 Besucher und insgesamt bislang 877.721 Besucher verzeichnen, wodurch er sich hier auf Platz 24 der erfolgreichsten Filme des Jahres befindet. Die weltweiten Einnahmen des Films aus Kinovorführungen belaufen sich bislang auf rund 567 Millionen US-Dollar, wodurch er sich auf Platz 12 der erfolgreichsten Filme des Jahres 2017 befindet und zur weltweit erfolgreichsten King-Kong-Verfilmung überhaupt avancierte. In China hatte der Film mit 14.251.062 Besuchern den zehntbesten Start aller Zeiten geschafft und dort bislang 168,2 Millionen US-Dollar eingespielt. Mit rund 24 Millionen Besuchern nach zwei Wochen wurde Kong: Skull Island in China der erfolgreichste Film des Jahres.

### Auszeichnungen
Am 4. Dezember 2017 wurde bekannt, dass sich der Film in der Vorauswahl von 20 Filmen befindet, aus der die Academy of Motion Picture Arts and Sciences die Nominierungen für die Oscarverleihung 2018 in der Kategorie Beste visuelle Effekte bestimmen wird. Am 18. Dezember 2017 wurde bekannt, dass sich der Film auf der Shortlist mit 10 Filmen in dieser Kategorie befindet. Am gleichen Tag gab die Academy bekannt, dass sich Henry Jackmans Arbeit auf einer Shortlist befindet, aus der die Nominierungen in der Kategorie Beste Filmmusik erfolgen werden. Die folgende Auflistung enthält eine Auswahl der bekanntesten Preisverleihungen.
Annie Award 2018
- Nominierung in der Kategorie Character Animation in a Live Action Production[44]

Oscarverleihung 2018
- Nominierung für die Besten visuellen Effekte

Teen Choice Awards 2017
- Nominierung in der Kategorie Choice Sci-Fi Movie
- Nominierung in der Kategorie Choice Sci-Fi Movie Actor (Tom Hiddleston)
- Nominierung in der Kategorie Choice Sci-Fi Movie Actress (Brie Larson)[45]

VES Awards 2018
- Nominierung für Herausragende visuelle Effekte in einem fotorealistischen Spielfilm
- Nominierung für Herausragende animierte Charaktere in einem fotorealistischen Spielfilm (Kong)
- Nominierung für Herausragende visuelle Effekte als Unterstützung in einem fotorealistischen Spielfilm
- Nominierung in der Kategorie Outstanding Compositing in a Photoreal Feature[46]

## Fortsetzung

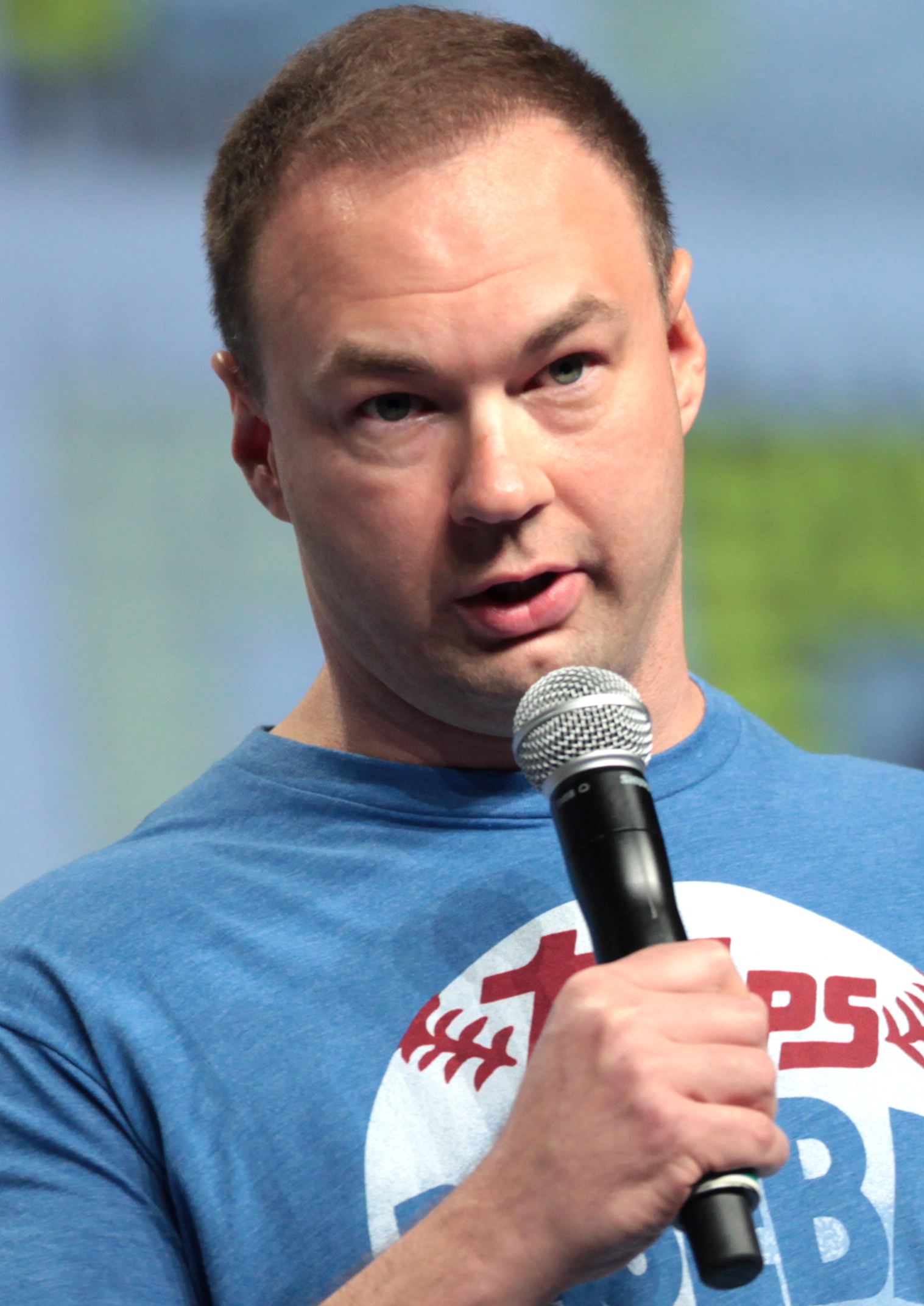
Thomas Tull stellte bereits Godzilla bei der San Diego Comic-Con International vor

Thomas Tull, bis Anfang 2017 CEO von Legendary Pictures und einer der Produzenten sowohl dieses Films als auch der 2014 erschienenen Verfilmung von Godzilla, ließ bereits im September 2015 bei der Bekanntgabe von Details zu Kong: Skull Island verlautbaren, dass er plane, die Monster später in einem King-Kong-vs.-Godzilla-Film aufeinandertreffen zu lassen. Godzilla vs. Kong wurde nach mehreren Verschiebungen 2021 veröffentlicht. 
Sowohl in diesem Film, Skull Island, als auch im Godzilla-Film von 2014 kommt die Organisation „Monarch“ mit identischem Logo vor. Die Post-Credit-Szene weist auf den Godzilla-Film Godzilla II: King of the Monsters hin, der am 30. Mai 2019 in Deutschland in den Kinos erschienen ist.